# HD 37124
HD 37124 – żółty karzeł (typu G4 V) znajdujący się w gwiazdozbiorze Byka. Gwiazda jest oddalona ok. 108 lat świetlnych od Ziemi i ma trzy odkryte planety.

## Układ planetarny

Układ pozasłoneczny HD 37124 z planetami

Orbity układu pozasłonecznego HD 37124

Trzy znane planety są bardzo zbliżone masą, krążą jednak po różnych orbitach i panują na nich z pewnością zupełnie różne warunki. Dwie spośród nich krążą w obrębie ekosfery gwiazdy, więc na powierzchni ich hipotetycznych księżyców mogą potencjalnie istnieć zbiorniki ciekłej wody.